# Angelo con il titolo della croce
L'Angelo del titolo della Croce è un'opera scultorea realizzata da Gian Lorenzo Bernini tra il 1667 ed il 1669. Originariamente commissionata da Papa Clemente IX per la decorazione del Ponte Sant'Angelo, la statua fu sostituita da una copia e quindi trasferita presso la Basilica di Sant'Andrea delle Fratte a Roma.

## Descrizione

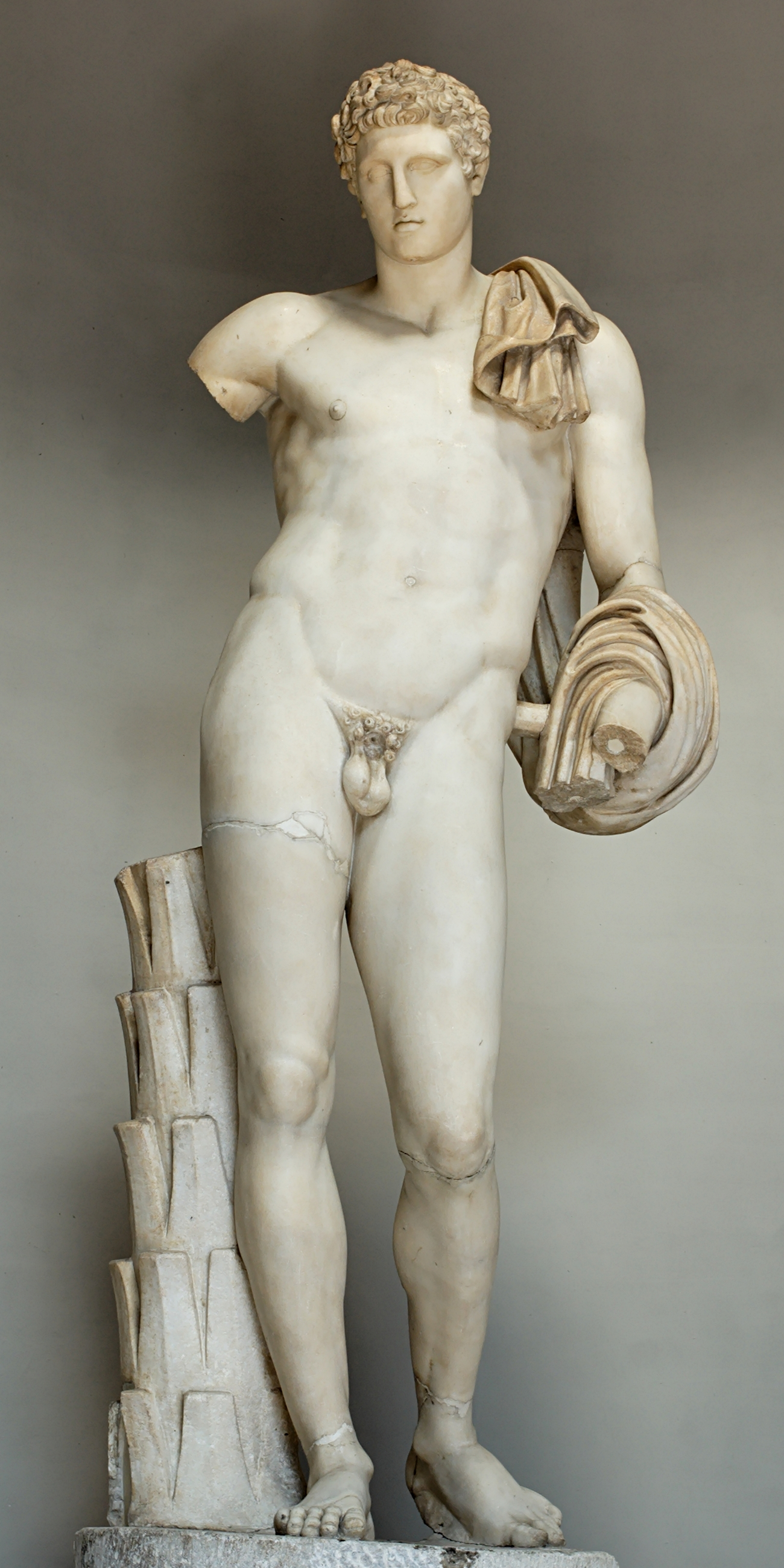
L'Antinoo del Belvedere, più comunemente noto come Ermes Pio-Clementino.

In apparenza può sembrare che Bernini, in quest'opera della sua maturità, non si sia ispirato alle opere dell'antichità; al contrario il corpo (ma non il drappeggio) sarebbe di diretta derivazione dall'Antinoo Belvedere, figura studiata da numerosi artisti, tra i quali Alessandro Algardi, François Duquesnoy e Nicolas Poussin. Bernini avrebbe detto ai suoi allievi dell'Accademia di Francia che fu inspirato molte volte da questa statua, sin dalla sua giovinezza, al punto da considerarla un "oracolo".